# Été 96
Pour plus de détails, voir Fiche technique et Distribution.
Été 96 est un court-métrage français réalisé en rotoscopie par Mathilde Bédouet, sorti en 2023.

## Synopsis
L'été, une famille va sur l'île Callot, comme à son habitude, pour pique-niquer. Mais, piégés par la marée, ils sont contraints d'y passer la nuit.

## Fiche technique
Sauf indication contraire, les informations mentionnées dans cette section peuvent être confirmées par les bases de données cinématographiques IMDb, Allociné et Unifrance,  présentes dans la section « Liens externes ».
- Titre : Été 96
- Réalisation : Mathilde Bédouet
- Scénario : Mathilde Bédouet
- Musique : Jonathan Leurquin, Thomas Rossi
- Production : Ninon Chapuis, Thibault de Gantès, Simon Ingelaere, Lucas Le Postec
- Sociétés de production : L’Heure d’été, Tita B Productions
- Pays de production :  France
- Langue originale : français
- Genres : animation, drame, aventure
- Durée : 12 minutes et 13 secondes
- Date de sortie : 2023

## Distribution des voix
Sauf indication contraire, les informations mentionnées dans cette section peuvent être confirmées par les bases de données cinématographiques IMDb et Allociné,  présentes dans la section « Liens externes ».
- Kauri Moyse : Paul (voice)
- Clémence Cueff : Émilie
- Arthur Cueff : Nicolas
- Victoire Cueff : Louise
- Hannah Cueff : Paula
- Gabrielle Pichon : Claire
- Klet Beyer : Bruno
- Vincent Furic : Antoine
- Mélanie Malhèr : Sophie
- Christophe Inizan : un marin
- Arnaud Bédouet : un marin

## Distinctions
Sauf indication contraire, les informations mentionnées dans cette section peuvent être confirmées par les bases de données cinématographiques IMDb, Allociné et Unifrance,  présentes dans la section « Liens externes ».

### Récompenses
- César 2024 : meilleur court métrage d'animation

### Sélections
- Festival Off-Courts de Trouville 2023 : 
  - Jeune public
  - Compétition France
- Festival Tous Courts d'Aix-en-Provence 2023 : compétition internationale
- DOK Leipzig 2023 : programmes spéciaux
- REGARD - Festival International du court-métrage au Saguenay 2024 : compétition jeunesse
- estival Animation First 2024 (États-Unis) : short - New Francophone 1
- Festival Anima 2024 (Belgique) : compétition internationale
- Festival international du court-métrage de Clermont-Ferrand 2024 : 
  - Compétition nationale
  - Jeunes publics